# Kokboksmått

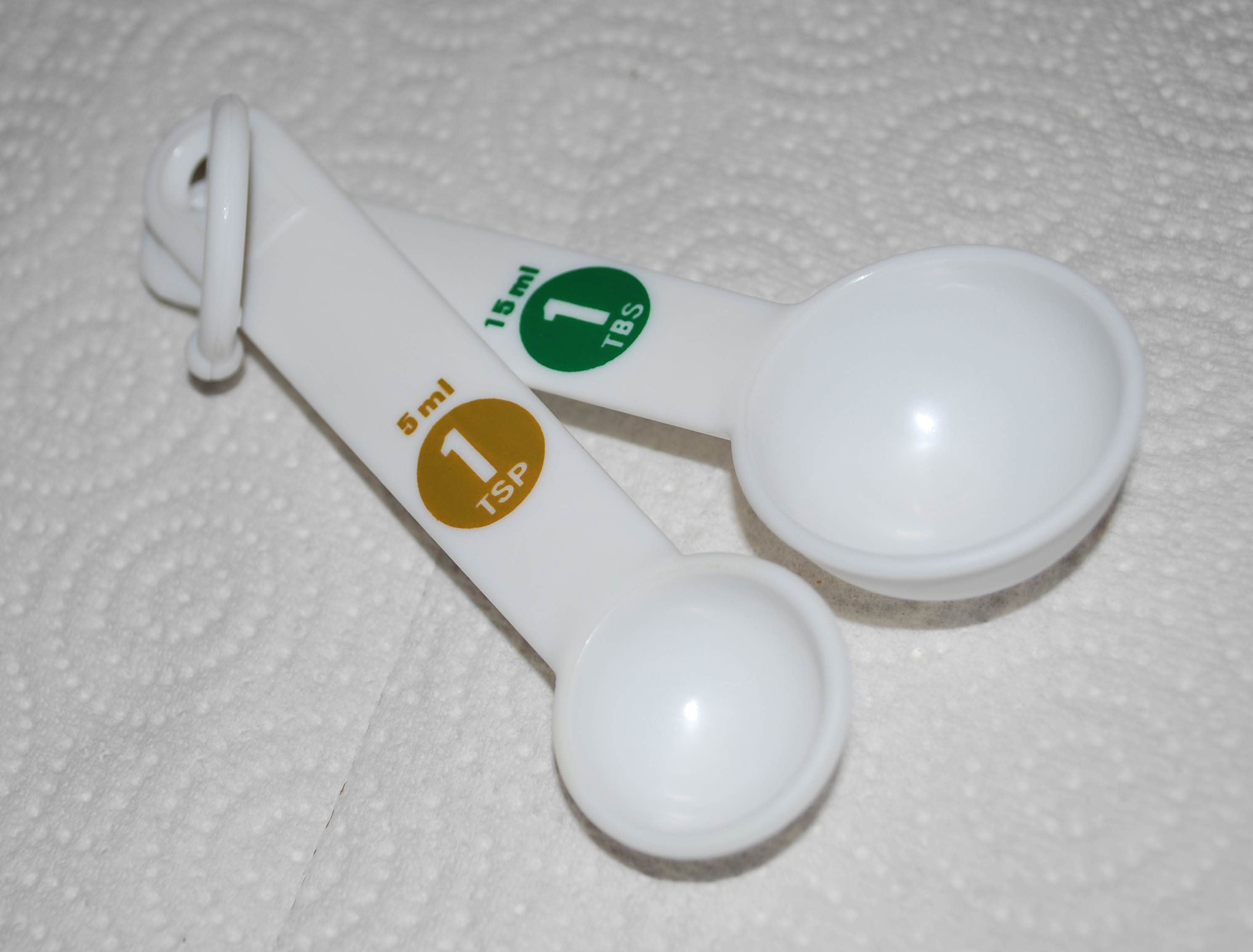
Teskeds- och matskedsmått

Kokboksmått är mått som används uteslutande i kök. Det finns ingen gällande SI-standard för kokboksmått men svensk standard kommunicerar mot SI för mått, då gällande matsked, tesked och kryddmått. Motsvarande mått används i många andra länder som använder SI-enheter, dock är en matsked (tablespoon) 20 ml i Australien. I USA används ett annat system med samma termer men inte samma volymer för dessa termer.

## Definitioner

### Svenska kokboksmått
| Enhet     | Förkortas | Lika med                |
| --------- | --------- | ----------------------- |
| Kryddmått | krm       | 1 krm = 1 ml            |
| Tesked    | tsk       | 1 tsk = 5 krm = 5 ml    |
| Matsked   | msk       | 1 msk = 3 tsk = 15 ml   |
| Deciliter | dl        | 1 dl = 20 tsk = 100 ml  |
| Kaffekopp | kkp       | 1 kkp = 1,5 dl = 150 ml |
| Glas      | glas      | 1 glas = 2 dl = 200 ml  |

### Amerikanska kokboksmått
- 1 kopp (cup) = ½ pint ≈ 2,42 dl = 16 matskedar
- 1 matsked (tablespoon/Tbsp) = ½ fluid ounce ≈ 14,7 ml = 0,98 svenska matskedar
- 1 tesked (teaspoon/Tsp) ≈ 4,9 ml = 0,98 svenska teskedar